# Vehbi Koç
Ahmet Vehbi Koç (Çoraklı, 20 luglio 1901 – Adalia, 25 febbraio 1996) è stato un imprenditore e filantropo turco, fondatore di  Koç Holding, uno dei più grandi gruppi industriali della Turchia.

## Biografia
Vehbi Koç nacque nel 1901 ad Ankara in una casa situata in un vigneto nel quartiere di Keçiören, a quei tempi aperta campagna. Suo padre era Koçzade Hacı Mustafa Efendi (1874-1928) e sua madre Fatma Bayan (?-1963), figlia di Kütükcızade Hacı Rıfat Efendi.
Egli non seppe mai il giorno della sua nascita. Quando sua madre disse "nei giorni in cui cadde nell'uva", in seguito accettò il 20 luglio come suo compleanno.
Studiò ad Ankara. Iniziò in una scuola di quartiere, "la scuola di Topal Hoca" vicino alla Moschea di Hacı Bayram. Più tardi andò al liceo Taş, che ora si trova presso la Facoltà di Medicina (Ospedale Specializzato).
Vehbi Koç iniziò a lavorare nel 1917 vendendo beni come suole in gomma, caramelle, formaggio, olive e pasta nel piccolo negozio di alimentari che suo padre gli aprì. La prima società, chiamata Koçzade Ahmet Vehbi, fu registrata alla Camera di Commercio di Ankara nel 1926. Mentre era impegnato nel commercio, nel 1928 divenne il rappresentante locale di Ford Motor Company e Standard Oil (ora Mobil).
Quando Ankara divenne la capitale,  entrò nel settore dei materiali da costruzione. Aprì filiali a Istanbul ed Eskişehir (1938) e raccolse società Koç sotto Koç Ticaret A.Ş.

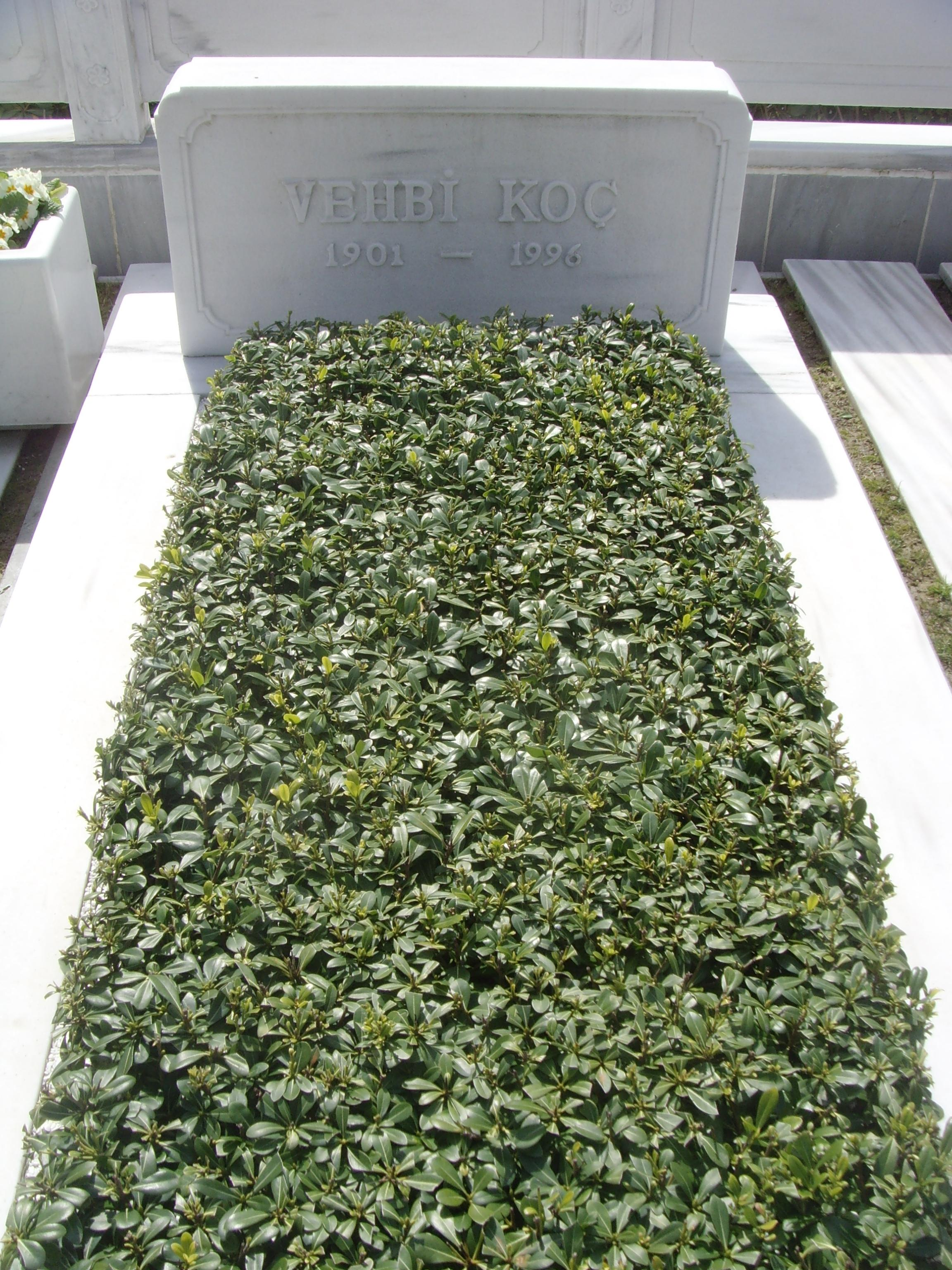
La tomba di Koç nel Cimitero di Zincirlikuyu a Istanbul

.

### Dalle auto alle lampadine
Costruì una  fabbrica di lampadine, che aprì nel 1952 con un accordo con General Electric. Nel 1950, Koç fece un grande passo in avanti iniziando a produrre automobili, elettrodomestici, radiatori, dispositivi elettronici, tessuti. Bozkurt Mensucat, Arçelik (1955), Iron Casting (1954), Türkay, Aygaz (1962), fabbrica congiunta di cavi con Siemens, Gazal, Industria elettrica turca. Inoltre, iniziò la produzione di trattori su licenza Fiat. La prima impresa nel settore automobilistico venne trasformata in un'industria su larga scala. Dopo un accordo con Ford Motor Company, l'assemblaggio di camion iniziò nel 1959 e portò alla creazione di Otosan, l'azienda automobilistica diventata poi leader. Dopo che la prima auto di massa locale, Anadol, fu prodotta nel 1966, Vehbi Koç firmò con la FIAT un accordo per migliorare le sue attività economiche in Turchia, fondando Tofaşe e producendo il secondo veicolo nazionale, Murat, nel 1971. Grazie alla piccola scintilla avviata da Vehbi Koç, sono state fondate le grandi aziende automobilistiche e sub-industriali di oggi.

### Nascita della Koç Holding
Vehbi Koç compì un altro passo importante nella vita economica della Turchia nel 1963 riunendo tutte le società Koç sotto l'ombrello di Koç Holding. Il gruppo ha anche partnership internazionali con aziende famose come Fiat, Ford Motor Company, Yamaha e Allianz.
In una carriera di 76 anni, più di 108 società sono state create sotto Koç Group. Molte aziende sono state fondate in diversi settori come alimentare, retail, finanza, energia, automotive, turismo e tecnologia. Koç Group è una delle 200 maggiori imprese al mondo, con circa 80.000 dipendenti, un fatturato di 40 miliardi di dollari, esportazioni di  900 milioni di dollari e un investimento annuale di 500-600 milioni di dollari.
Vehbi Koç si ritirò nel 1984 per dedicarsi maggiormente alle attività sociali. Suo figlio, Rahmi Koç, assunse la guida delle società comunitarie di Koç.

## Vita privata
Nel 1928 sposò Sadberk, la figlia di sua zia. Morì nel 1996 e fu sepolto nel Cimitero di Zincirlikuyu a Istanbul.

## Premi
Nel 1987, la Camera di Commercio Internazionale nominò Vehbi Koç "Uomo d'affari dell'anno" e ricevette la sua targa dall'allora primo ministro indiano Rajiv Gandhi a Nuova Delhi.
Nel 1994, il Segretario Generale delle Nazioni Unite Boutros Boutros-Ghali gli ha consegnato il "World Family Planning Award" per i suoi contributi.